# Concurs de tricouri ude

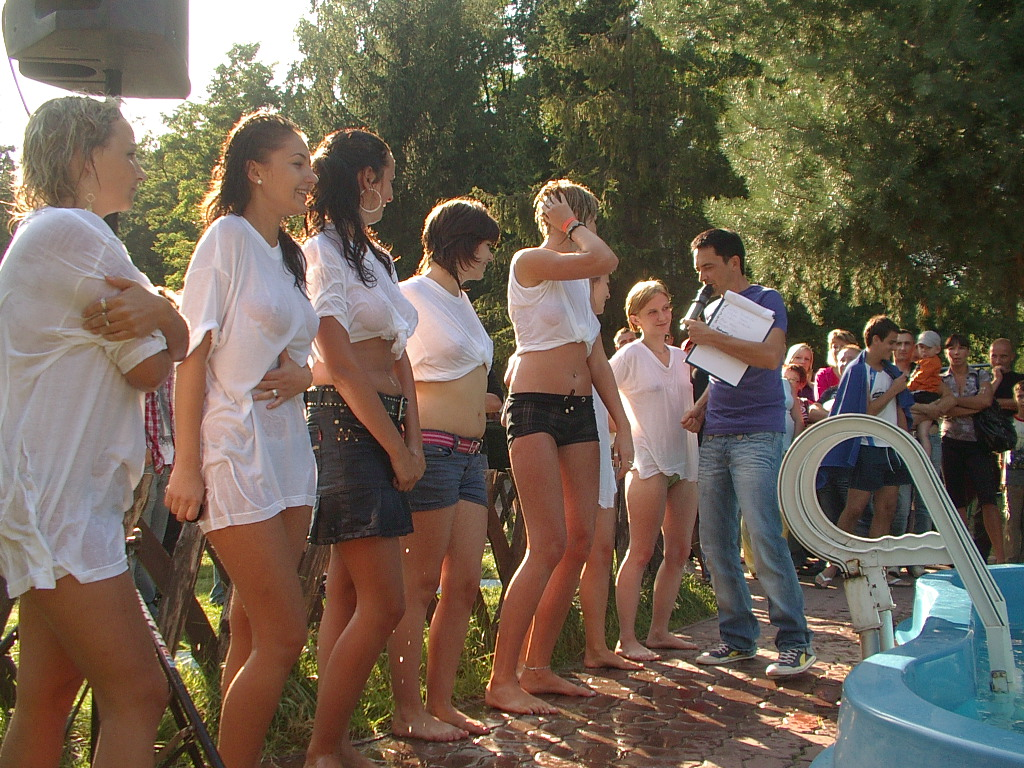

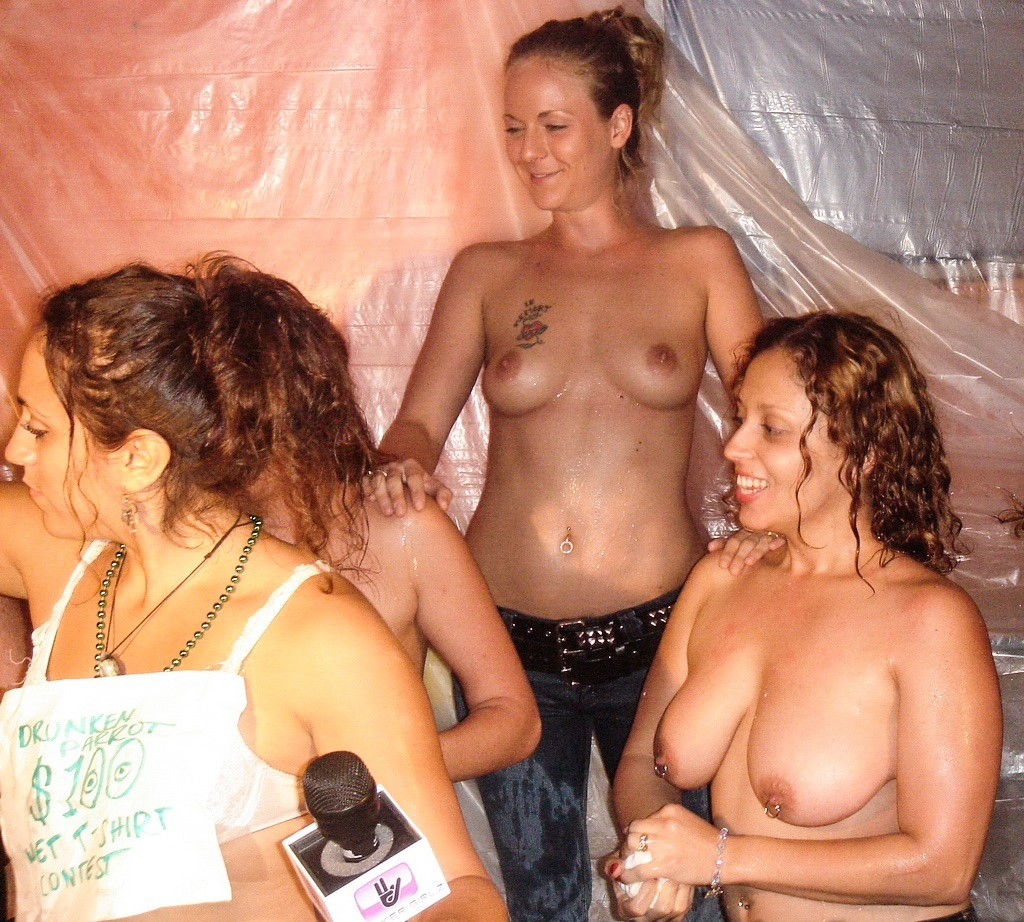
Participante topless la un concurs de tricouri ude

Un concurs de tricouri ude (în engleză wet T-shirt contest) este un concurs de frumusețe exhibiționist la care participă femei tinere și care au loc de obicei la un club de noapte, bar sau o stațiune. Acest concurs își are originea în campusurile americane.
Participantele poartă tricouri albe sau de o culoare deschisă, de obicei fără a avea dedesubt un sutien sau maieu. În timpul concursului, se toarnă apă pe pieptul participantelor pentru ca tricourile să devină transparente, făcând vizibili sânii. Participantele pot apoi dansa în fața audienței, câștigătoarea putând fi desemnată de mulțime sau de un juriu. În funcție de legalitate, femeile pot rămâne topless la finalul concursului.